# 林森
林森（1868年2月11日—1943年8月1日），字子超，別號長仁，又號天波，晚號青芝老人、百洞山人、啸余庐主人、凤港渔翁、虎洞老樵，中华民国政治人物。福州府闽县凤港村（今福州市閩侯縣祥謙鎮）人。1932年至1943年擔任國民政府主席一職。

## 生平

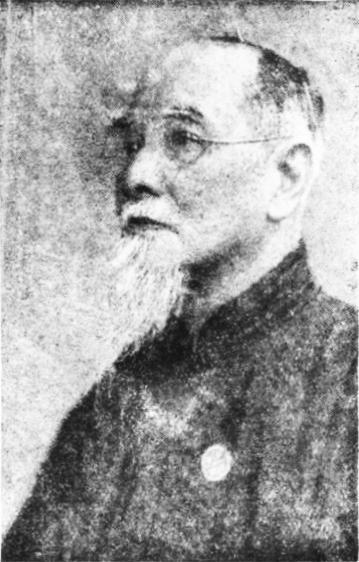
林森主席

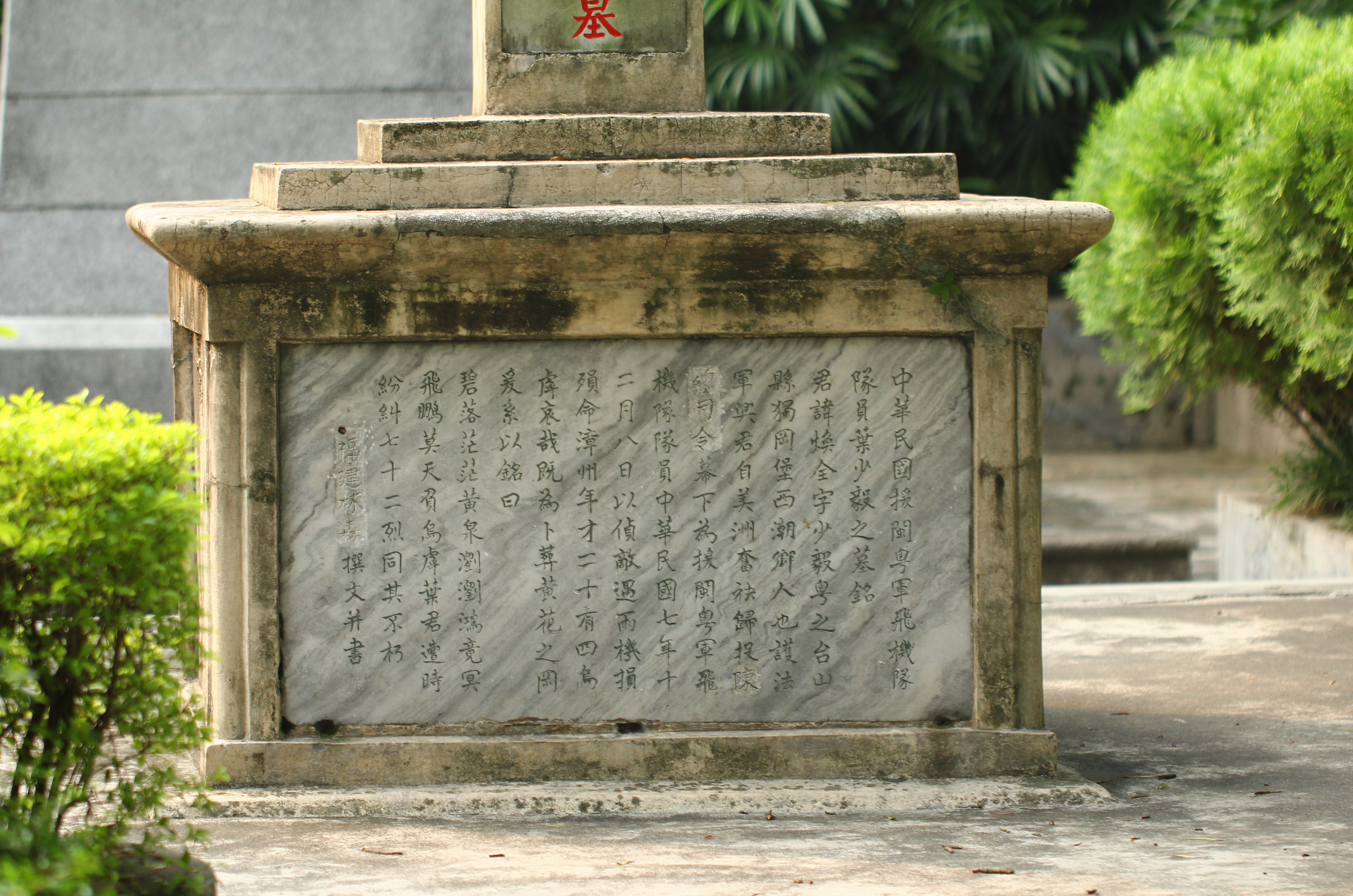
中華民國援閩粵軍飛機隊隊員葉少毅之墓銘，林森撰文並書，位於廣州黃花崗七十二烈士墓。其中的「陳總司令」與「福建林森」在文化大革命期間被划。

### 早年
1868年生於福建省福州府閩縣尚幹鄉凤港村（今属祥谦镇）。1877年入美国教会学校培元学校，1881年考入鹤龄英华书院，1884年任職台北電報局，臺灣割讓後在台參加劉永福領導的黑旗軍，組織地雷隊與日軍作戰，台灣被日軍完全佔領後回到福州。1902年到上海江海關任職，其間參加反清活動，並於1905年加入同盟會。

### 辛亥革命时期
辛亥革命时，任江西九江军政府民政长。
南京临时政府成立后任临时参议院议长。南北议和，中央北迁之后，1913年4月当选为首届国会全院委員長。

### 二次革命时期
3月，国民党宋教仁遇刺。4月，与马君武等人揭露袁世凯“善后大借款”。5月，与参、众两院议员发表通电，对“善后大借款”不予承认。11月，二次革命失败后，袁世凯下令解散国民党，撤销国民党的国会议员资格，林森流亡日本，加入中华革命党。

### 护法战争时期
1917年随孙中山从上海南下广州，任广东非常国会议员。1918年10月，膺选广州国会非常会议参议院议长。后任护法军政府外交部长，聘鄭祖蔭为秘书。1921年任广州国会非常会议议长。
1923年任大本营建设部部长。1924年在中國國民黨第一次全國代表大會中当选國民黨中央执行委员。12月5日，孙中山病重，调胡汉民赴京任秘书长，以林森代行大元帅职权。

### 北伐战争时期
1925年3月12日，孙中山病逝。11月与谢持、邹鲁等在北京西山碧云寺召开国民党四中全会，即「西山会议」，通过了“取消共产党员加入本党者党籍案”“俄人包尔丁（鲍罗廷）顾问解雇案”“中央委员会暂移上海案”等决议。并担任西山会议派的「中央执行委员兼海外部部长」。
1926年1月，国民党二大通过《弹劾西山会议决议案》，邹鲁、谢持、居正、石青阳、冯自由、马素等被开除党籍，林森受到书面警告处分。寧漢合流后，任国民政府常务委员、立法院副院长。

### 国民政府主席
1931年起任国民政府主席，长达12年之久。期间主持了南京中山陵的完工与孙中山遗体的移葬。由於林森在政治路線上一向和蔣相左，昔年與古應芬、鄧澤如、蕭佛成等聯名發表「彈劾蔣中正電」，稱「蔣氏猜忌為心，陰險成性，總理以其長軍旅，畀以練兵之任，未及期年，總理逝世，迭乘時變，竊奪軍權，浸而盤踞中樞，把持國柄，潛植羽翼，威脅老成。諸同志仰總理之遺志，急國家之危難，慶其才勇，降心相從。乃瀕年以來，不知斂抑，肆虐愈深，為禍滋甚。」幾近辱罵之語句，對蔣中正可說是相當不屑。所以林森的當選只是政治妥協的結果，並未掌握實權，被視為虛位元首，實權掌握在國民政府軍事委員會委員長蔣介石手上。
1931年2月底，林森以國民黨中央海外部部長兼立法院副院長身份出訪菲律賓、澳大利亞、美國、英國、德國、法國等国，慰问華僑、察國民黨党务並募捐籌建中央黨部。7月結束視察，在瑞士日內瓦度假數月，於10月返抵南京。12月15日被推選為國民政府代理主席，1932年1月1日正式就任。

### 抗日战争时期
1937年5月9日，國民政府主席林森巡視廣東軍政:5422。10月，国民政府西迁重庆。
1940年3月30日至1940年11月28日，汪精卫国民政府遥奉在重慶的林森为国民政府主席，但林森本人不承认汪氏南京國民政府為合法的政府機構，且发表严正声明痛斥汪政权。 1941年珍珠港事变后，林森以国家元首名义向德国、意大利、日本三国宣战，并致力废除自清朝以来与美国、英国等国签订的各类不平等条约。

### 意外离世
1943年5月12日，林森在抗戰中的重庆搭車出行時，與美軍士兵駕駛的貨車會車，幾乎擦撞，司機為了閃躲貨車，讓車撞上了一棵路樹，林森腦部受創，引發腦溢血。事发后美国、英国发来电报进行慰问，各国驻华使节、中共代表周恩来也前往探视病况。7月，林森病情加重，留下遗嘱：
|  | 余忝任国民政府主席，十有二年。国难空前，时深儆惕。自中央奋起图存，决策抗敌，委员长领导全党同志，全国人民，统帅忠勇将士，同心御侮，效命前驱，卒使寇氛渐戢，正谊昭宣，国际同情，日增平等，新约于焉缔结，益见得道多助，有志竟成。曩随国父之后，服膺主义，致力革命，原期于国于民，有以自效。现值抗战建国，同时迈进；而余以精力就衰，未能导扬盛治，目睹中兴，曷胜遗憾！所望同志、同胞尽皆晓然于暴力之终应失败，公理之决不消亡；精诚团结，淬厉奋发，一致祖述国父之遗教，服从总裁之命令，各为国家民族尽其责任，于以驱除残寇，再造中华，庶几世界和平有所保障，人类幸福得免摧残，跻世运于大同，奠邦基于永固。其共勉之。 |

8月1日，逝世，享壽75岁，国民政府以国葬之礼将他安葬于重庆林园。

### 后世纪念
1944年8月11日，國民政府令改福建省閩侯縣為林森縣，以紀念故國民政府主席林森:7496。1950年中國人民解放軍佔領林森縣後復名為閩侯縣。
林森曾遊覽福建省連江县的青芝山，並對當地景色為之著迷，故自號青芝老人，生前他在青芝山建有骨塔，期望死後葬在青芝山旁。但該骨塔在文化大革命期間被蓄意刨墳破壞，直到1979年才得以修復。
1968年，適逢國民政府主席林森百年誕辰，政府於臺灣臺北市介壽路旁公園鑄造與樹立林森銅像。1969年11月15日，由林森先生百年誕辰紀念籌備委員會主任委員，總統府秘書長張群主持銅像落成啟用典禮。

## 各地纪念

### 中國大陸
福州

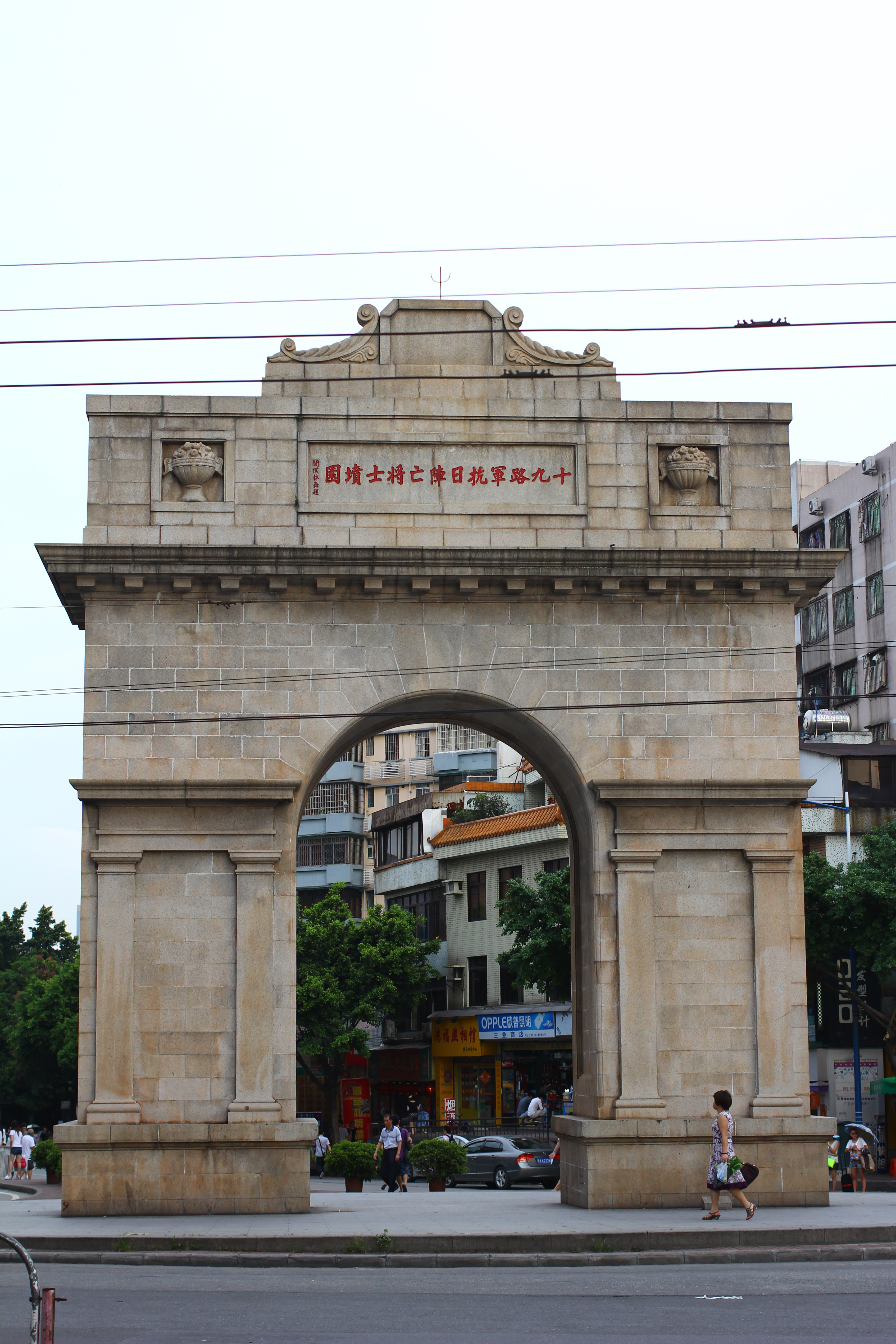
廣州十九路軍抗日陣亡將士墳園凱旋門正面，林森題。

- 1944年因為國民政府為紀念林森主席的貢獻而將其家鄉——福建省闽侯县改名為林森县。1950年4月当地政府將之復名。

- 2015年2月，福州市闽侯县开始在祥谦镇凤港村建设林森公园[14]，2016年完成主体工程[15]。

廣州
- 廣州黃花崗七十二烈士墓內有林森的手植樹。

上海
- 位於上海市的淮海路在1945年11月1日至1950年5月25日之間也曾名叫林森路，分為林森東路、林森中路、林森西路三段，分別對應現在的淮海東路、淮海中路、淮海西路。

南京
- 南京市南京总统府原址內有一棟建築物命名為「子超樓」，並作為國民政府主席與行憲後總統的辦公地點，惟在中華民國政府播遷到臺後，政府功能全部遷移至臺北總統府。

重慶
- 位于重庆市曾有一条林森路，1949年后更名为“解放路”。

- 重庆大学A区的正门校名也为林森所题字。

- 重庆歌乐山上有一处蒋中正赠给林森的园林，至今仍被称作林园，此处亦是林森埋骨之处[16]。

洛阳
- 洛阳洛河上1937年8月建成林森桥。桥长380米，桥面宽6.9米，有9孔。1944年5月9日日军进犯洛阳，国民党第一战区长官司令部所属工兵13团团长方松龄于5月7日现场监督将林森桥炸毁，至今残桥遗迹尚存[17]。

### 台灣

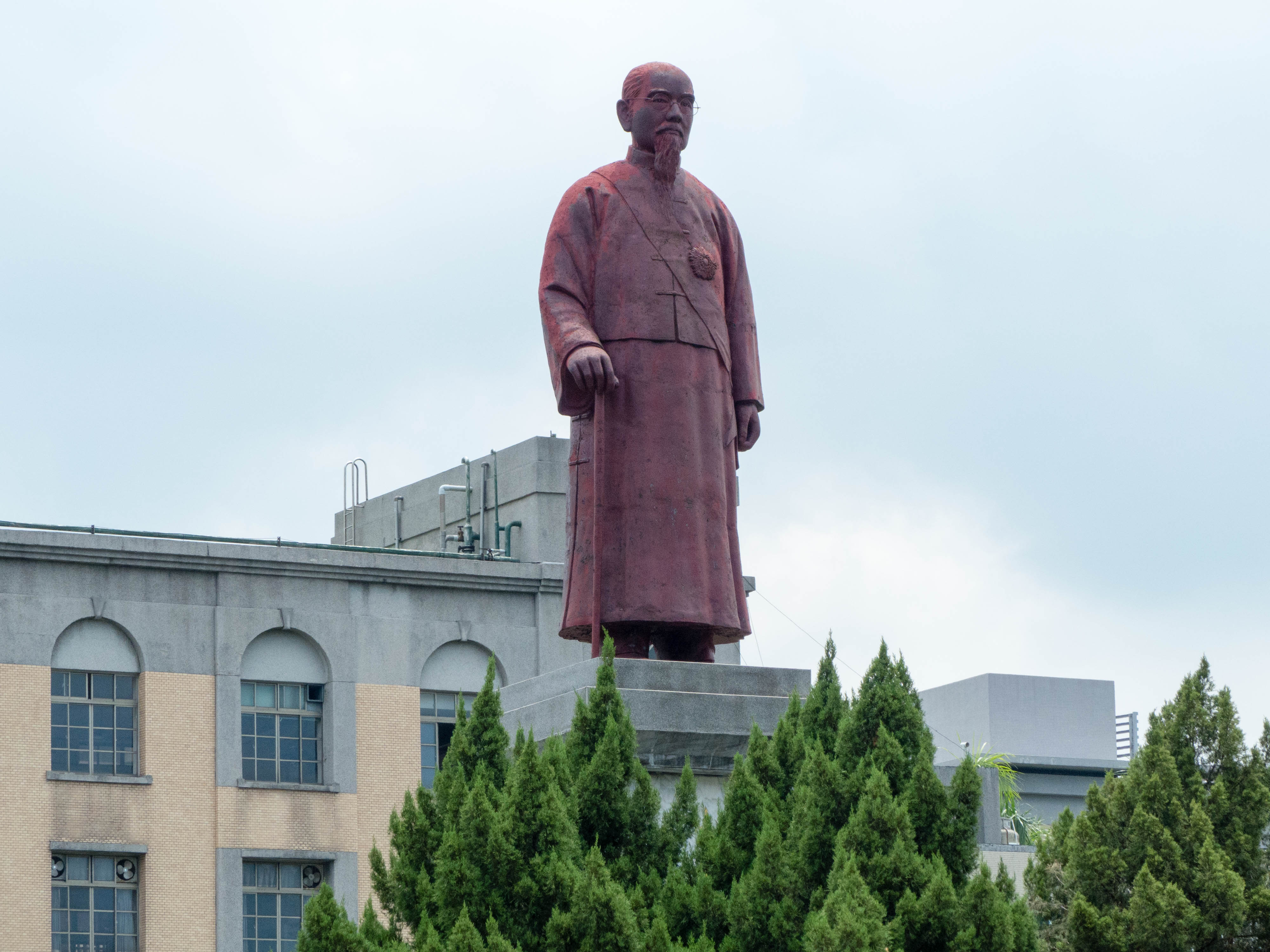
介壽公園林森銅像

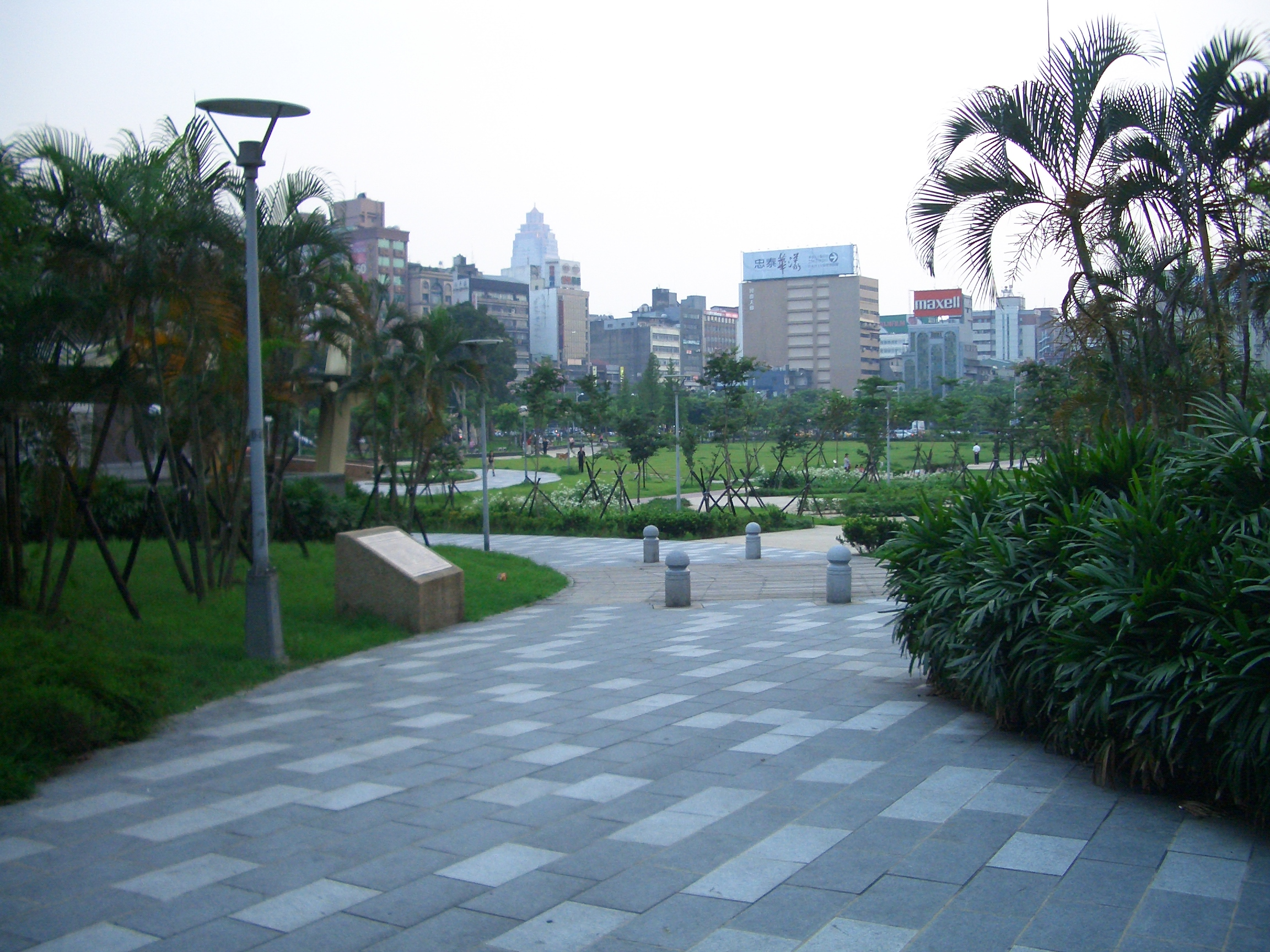
臺北市林森公園一景

以林森為名的道路在臺灣各處都能見到，就如同中山路與中正路，包含臺北市（林森北路、林森南路）、新北市板橋區（林森街）、新北市永和區、新北市汐止區（林森街）、桃園市桃園區(林森路)、桃園市中壢區、桃園市龜山區、新竹市、新竹縣竹東鎮、苗縣苗市（林森街）、苗栗縣頭份市、臺中市、臺中市霧峰區、彰化縣彰化市、彰化縣員林市、南投縣竹山鎮（林森巷）、雲林縣虎尾鎮與土庫鎮（橫跨兩鎮）、雲林縣麥寮鄉、嘉義市（林森東路、林森西路）、臺南市、臺南市六甲區（林森街）、高雄市（林森一路、林森二路、林森三路、林森四路）高雄市鳳山區、高雄市甲仙區、高雄市仁武區（林森巷）、屏東縣屏東市、屏東縣九如鄉、屏東縣恆春鎮（林森路、林森巷）、宜蘭縣蘇澳鎮、宜蘭縣羅東鎮、宜蘭縣宜蘭市、花蓮縣光復鄉、花蓮縣花蓮市。
學校方面也有以林森命名的，在台灣以「林森」為名的國民小學至少有三所，分別在苗縣苑裡鎮、嘉義市東區與桃園市中壢區。
- 桃園市中壢區林森國民小學(1995)：桃園市中壢區新興里林森路95號
- 苗栗縣苑裡鎮林森國民小學(1966)：苗栗縣苑裡鎮水坡里70號
- 嘉義市林森國民小學(1946)：嘉義市東區新店里林森東路346號

另外，中華民國總統府前方介壽公園內，亦設有林森銅像。臺北市林森北路旁有一座林森公園。

## 外部連結
- 李國祁：〈林森對辛亥革命及民國政治的貢獻 （页面存档备份，存于）〉.